# Marziani Bianchi (DC Comics)
I Marziani Bianchi sono una razza extraterrestre immaginaria nativa di Marte nell'Universo DC.
I Marziani Bianchi, anche conosciuti come Marziani Pallidi, compaiono nei fumetti pubblicati dalla DC Comics, principalmente in JLA, Martian Manhunter e Son of Vulcan.
Una razza diversa, dello stesso nome, comparve in numerose storie di Edgar Rice Burroughs.

## Storia
Dato che sono una razza di mutaforma, l'apparenza fisica ha un significato irrilevante per i Marziani. Le differenze psicologiche importanti sono ciò che separa i pacifici Marziani Verdi dai Marziani Bianchi guerrafondai. I Marziani Bianchi modellarono la propria fisiologia perché riflettesse la loro psicologia, separandosi dai Marziani Verdi e dai Marziani Gialli. Nella corrente continuità DC, preferiscono la forma di umanoidi calvi e angolari con la pelle bianca che spesso forma creste o lastre ossee, dando a queste l'aspetto di un'armatura. Furono spesso visti con la bocca spalancata ed un corno sullo stesso livello su ogni lato. Come i Marziani Verdi, i Marziani Bianchi hanno dei poteri super umani, inclusi la superforza, il volo, la telepatia, l'invisibilità, il potere di mutare la forma, il mutamento della propria struttura (come la densità) che permette loro di essere sia invulnerabili o completamente immateriali, e la "visione Marziana", ma condividono la vulnerabilità al fuoco tipica dei Marziani Verdi. Uno dei Marziani Bianchi si travestì da Zum, membro dell'Hyperclan, ed ebbe la super velocità, sebbene non poté neanche avvicinarsi con l'immaginazione alla velocità di Flash. In Teen Titans vol. 3 n. 41, Miss Martian fu vista riprendersi velocemente dagli effetti dei poteri di Bombshell così come la si vide riformarsi dopo che le spararono alla testa. La si vide anche mentre rompeva un paio di manette solo agitandogli le mani vicino.
L'abilità mutaforma non fu descritta nella loro prima comparsa post-Crisi. In più, il potere di volare sembrò inizialmente limitato all'interno dell'atmosfera: un Marziano Bianco fu sconfitto da Wonder Woman dopo aver sofferto di asfissia nello spazio aperto; tuttavia, i Marziani Bianchi furono visti successivamente volare dalla Terra verso la Luna senza alcun supporto tecnologico e combattendo la Justice League nel vuoto dello spazio.

### Evoluzione
Fu infine connesso retroattivamente che i Marziani Bianchi non si evolsero al fianco dei Marziani Verdi così come si credeva inizialmente. In realtà, i Marziani Verdi e Bianchi provenivano dalla stessa razza, conosciuta come i "Brucianti". Questa razza utilizzava il fuoco per riprodursi in modo asessuato e dediti alla guerra. I Guardiani dell'Universo, temendo i potenti marziani senza scrupoli, li separarono geneticamente in due specie distinte, Bianchi e Verdi, prevenendo la riproduzione asessuata. Diedero loro anche un'istintiva paura del fuoco per evitare che entrambe le razze avessero accesso al proprio massimo potenziale. Il tempo impiegato per una simile azione occupò un raggio di 20000 anni, contemporaneo all'arrivo di Vandal Savage sulla Terra, in JLA serie 2 n. 86.
Mentre i Marziani Verdi erano dei filosofi pacifici, i Marziani Bianchi erano guerrieri selvaggi. Una lunga guerra civile tra le due razze terminò quando gli ultimi sopravvissuti Bianchi furono circondati ed esiliati nella "Zona di Contenimento" (apparentemente distinta dalla Zona Fantasma di Superman, in cui furono imprigionati di nuovo).

### Saturniani Bianchi
I Saturniani Bianchi chiamati Koolars sono i discendenti di una sottoclasse di cloni lavoranti creati dagli antichi Marziani Bianchi esploratori. I Marziani Verdi clonarono la gente dei Figli di Saturno di Jemm e i Saturniani Rossi originali, da se stessi, mentre i Marziani Bianchi clonarono i Saturniani Bianchi dalle proprie cellule. I Rossi furono trattati da pari dai loro creatori, mentre i bianchi venivano trattati da schiavi dai propri padroni. Lo schiavismo verso i Saturniani Bianchi portò alla guerra civile su Marte.

### Hyperclan
L'Hyperclan è un gruppo di Marziani Bianchi d'avanguardia per un'acquisizione a tutto campo della Terra che si mascherarono da supereroi alieni con l'intento di rimpiazzare la Justice League e guadagnarsi, così, l'affetto dei terrestri. I membri conosciuti dell'Hyperclan sono Protez, Fluxus, A-Mortal, Züm, Primaid, Tronix, Armek, e Zenturion. Utilizzarono la matrice dei naturali poteri marziani per donare ad ognuno le sembianze da "eroe" e un set di abilità diverse: per esempio, Züm era un velocista, Armek era una massiccia figura provvista di armatura con la superforza e che poteva cambiare colore, mentre Fluxues era un mutaforma. L'attacco iniziale portò alla distruzione del satellite della JLA e alla morte di Metamorpho, e fu preceduta da una malattia che colpì tutti gli eroi e i criminali con poteri basati sul fuoco, come Firehawk e Dottor Phosphorus, causando loro la perdita dei poteri. Con l'utilizzo del controllo mentale e delle relazioni pubbliche, furono quasi in grado di riuscire, facendo sì che tutta la Terra vedesse la Justice League come criminali. Nonostante alcune vittorie riportate dai veri eroi in piccoli confronti avvenuti poco dopo, come la sconfitta di Züm da parte di Flash con un pugno a velocità-quasi-luce, o Lanterna Verde che sconfisse Armek sfruttando la convinzione che il suo anello del potere fosse vulnerabile al colore giallo, l'Hyperclan riuscì ad imprigionare tutta la Justice League, torturando Superman con l'illusione mentale della kryptonite verde. Tuttavia, Batman riuscì a fuggire all'Hyperclan dopo che abbatterono il Batplano rinviando al mittente un missile, prendendo vantaggio sulla convinzione che lui non fosse una minaccia in quanto è solo umano. Avendo dedotto la loro vera natura a causa della loro mancanza di investigazione sul suo Batplano distrutto, Batman utilizzò il fuoco per fermarli, allontanò Superman dall'illusione della kryptonite e salvò l'intera League. Dopo che Superman indette una conferenza stampa mondiale in cui avvisava tutto il globo della minaccia, gli invasori furono catturati, ed ognuno di loro fu sottoposto al lavaggio del cervello telepatico da J'onn J'onzz e Aquaman perché credessero di essere umani. Imponendogli delle potenti barriere psichiche per inibire i loro poteri, i Marziani assunsero la vita di normali terrestri in tutto il mondo, sebbene furono mantenuti costantemente sotto osservazione dalla League.
Grant Morrison, scrittore di JLA, disegnò deliberatamente i membri dell'Hyperclan come "ragazzini" il più possibile; anche Metamorpho commentò che i loro nomi suonavano come i nomi di giocattoli per bambini.

### Sabotaggio d'evoluzione
In JLA serie 2 n. 4, il leader dell'Hyperclan Protex raccontò a Superman di come la sua gente arrivò sulla Terra la prima volta "tempo prima che ci fosse la vita umana" - e che eseguirono degli esperimenti sugli animali terrestri che, "sfortunatamente", azzopparono il potenziale evolutivo della razza umana. Il risultato: "...le creature che sarebbero potute diventare Dei finirono per diventare...umani". L'implicazione è che noi saremmo dovuti essere, letteralmente, una razza di super uomini, invece di creature fragili e limitate quando paragonati ai Marziani. Questa fu un altro dei motivi che portarono alla guerra civile su Marte, dove i Marziani Verdi erano oltraggiati da un atto biologico vandalico di tale portata. Secondo la storia in Martian Manhunter n. da 25 a 27 di John Ostrander, e di Son of Vulcan n. 5, il potenziale genetico per un metagene futuro fu scoperto in un antico DNA umano dalla razza di Marziani Bianchi. I Marziani Bianchi eseguirono degli esperimenti su questi umani primitivi alterandone i geni. A causa di questi esperimenti, alterarono il destino della razza umana. Mentre prima dell'evoluzione ci sarebbe stata una razza di super umani simili ai Daxamiti o ai Kryptoniani, o agli stessi Marziani, ora solo un piccolo gruppo di umani avrebbe sviluppato il gene metaumano. Come punizione per ciò, il gruppo di rinnegati conosciuto come Hyperclan fu esiliato nella Zona di Contenimento, una versione marziana della Zona Fantasma.

### Il Marziano Bruce Wayne
In occasioni successive, i Marziani Bianchi riuscirono a sfuggire alla loro prigione psicologica. La prima volta, un Marziano Bianco credette per qualche momento di essere Bruce Wayne, a causa di un trauma subito durante un incidente aereo che cancellò la memoria della sua identità umana di impiegato della Wayne Enterprises. Mentre il resto della League teneva un occhio sugli altri Marziani nel caso che il rinnegato tentasse di "risvegliarli", il Marziano Wayne fu sconfitto da una squadra composta da Lanterna Verde, Acciaio, Big Barda, Orion, e Plastic Man (preso nella squadra in quanto non conosceva l'identità di Batman e che quindi non poteva essere mentalmente convinto che il Marziano non era un falso).

### Terror Incognita
L'intera razza venne riportata alla vita dopo la battaglia contro donatore di desideri Id; il desiderio di J'onn di riunirsi con la sua parte umana - dopo che la League venne divisa nelle identità civili e super umane dei suoi membri a causa di un accidentale desiderio espresso da Superman - venne inconsciamente percepita come un desiderio di cura per la sua solitudine, sebbene Id, con ironia, risvegliò tutti coloro che sulla Terra somigliavano a J'onn. Questa volta, un Marziano Bianco catturò numerosi psichici umani per lavorare sul modo di espandere le loro abilità mentali mentre nel frattempo costruivano torri di lavorazione dei prodotti chimici che avrebbero reso l'atmosfera terrestre legando tutto l'ossigeno libero, rendendosi completamente invulnerabili, e e convenientemente asfissiando l'umanità fino all'estinzione. Sebbene le torri furono distrutte quando J'onn fuggì dalla sua prigione, la League fu costretta ad ingannare i Marziani inviandoli nella Zona Fantasma per pianificare un piano d'attacco; la Zona è l'unico luogo in cui la telepatia marziana non può arrivare. Rilasciata dall'Atomo (che si nascose dentro la mente di Protex per utilizzare la sua telepatia contro di lui), la League affrontò i Marziani in una battaglia climatica sulla Luna. Il piano previde che: Superman, Wonder Woman e Lanterna Verde spostassero la Luna stessa per esporre i marziani alle fiamme portandoli verso l'atmosfera terrestre; che J'onn mantenesse i Marziani occupati, mentre Atomo manipolava la telepatia di Protex perché credesse che i suoi compagni fossero i membri della League; che i maghi della Terra lavorassero per negare i danni che avrebbero potuto esserci a causa dell'alta gravità lunare. Piazzata in questa posizione, i Marziani furono costretti ad accettare di venire banditi nella Zona Fantasma - una punizione comune per tutti i criminali più pericolosi dell'Universo DC - o morire sulla Luna. J'onn era pronto anche a sacrificare la sua vita per la riuscita del piano, ma fu portato via dal pericolo imminente all'ultimo secondo dai suoi colleghi, con Batman che lo informò poi che non era da solo, e che considerarsi tale era l'unica cosa che non riusciva a perdonarsi.

### Metavirus
I Marziani Bianchi crearono un metavirus, un metagene che poteva essere passato da ospite ad ospite via tocco. Questo metavirus era responsabile del potenziamento del primo figlio di Vulcan. I figli di Vulcan passarono il metavirus da lì in poi, giurando di uccidere tutti i "pallidi", I Marziani Bianchi.

### Ibridi Marziani Bianchi
Con l'aiuto di Funky Flashman, un Marziano Bianco oviparo di nome A'monn A'mokk creò cinque bambini ibridi umani-Marziani di nome Sapling, Buster, Silhouette, Quaker e Blur, utilizzando DNA super umano da fonti non rivelate. Tutti i cinque ibridi crebbero con la latente paura del fuoco. Sapling somigliava a Poison Ivy nei poteri e nel costume, e Buster somigliava un incrocio tra Bizzarro e Solomon Grundy. Silhouette sembrava indossare una vecchia variante del costume di Nightshade e poteri simili. Blur è un adolescente albino che indossa una forma alternativa del costume dell'Anti-Flash.

### I Brucianti
Quando Martian Manhunter superò la sua paura del fuoco, ruppe l'antico blocco genetico e rilasciò Fernus, un membro della primitiva razza marziana. Nella storia di JLA "Trial by Fire", un'antica entità Marziana bruciante chiamata "Fernus" prese possesso di J'onn J'onnz e sterminò tutti i membri dei Marziani Bianchi che riuscì a trovare prima di essere sconfitto da Plastic Man in un ultimo disperato combattimento.

### Miss Martian
Miss Martian, la Marziana Bianca conosciuta come M'gann M'orzz, è un membro dei Teen Titans durante gli anni tra gli eventi descritti in Crisi infinita e "One Year Later". Inizialmente finse di essere una Marziana Verde, finché non fu esposta a Bombshell. Nella sua forma terrestre, M'orzz ha la pelle verde, capelli rossi lunghi fino alle spalle, vestita con una versione in minigonna del costume di Martian Manhunter, e utilizza il nome terrestre di "Megan Morse". In Teen Titans n. 39, M'orzz disse di vivere nel Deserto Tanami in Australia perché le ricorda la sua casa. Quando i Titans chiesero a M'orzz di utilizzare la sua telepatia per scoprire chi tradì la squadra, lei si rifiutò, dicendo che non le era permesso di violare la mente dei "buoni".

### Martian Manhunter mini
In questa miniserie, molti esseri che si scoprì essere Marziani Verdi furono trovati vivi sulla Terra. Si rivelarono poi essere Marziani Bianchi, sotto controllo mentale e travestiti da Marziani Verdi; un Marziano Verde di nome "Cay'An" fece loro il lavaggio del cervello per far loro credere di essere Marziani Verdi. Tutti i Marziani Bianchi furono uccisi in un modo o nell'altro alla fine della serie, eccetto per un giovane di nome Till'All. Till'All divenne amico di J'onn J'onnz, e fu introdotto nella Justice League alla fine della storia.

## Altri media

### Televisione
- Nel primo episodio in tre parti della serie animata del DC Animated Universe Justice League, dal titolo "Origini Segrete", la Terra fu invasa dai Marziani Bianchi. Questi Marziani Bianchi, nonostante il loro nome, non provenivano proprio da Marte, ed il loro potere mutaforma era stato parassiticamente rubato alla razza dei Marziani Verdi quando li conquistarono. Le loro navi sono simili ai Tripodi di La guerra dei mondi. Quando i Marziani Bianchi invasero Marte, quasi tutta la popolazione marziana fu spazzata via. J'onn J'onnz, uno dei pochi sopravvissuti, riuscì a piazzarli in animazione sospesa per mille anni finché due astronauti terrestri non li liberarono. I Marziani Bianchi si tramutarono in umani per infiltrarsi sulla Terra, e poi tentarono di impadronirsene. Furono sconfitti dalla dispersione delle nuvole protettive che crearono per bloccare i raggi ultravioletti del sole, dato che la luce solare per loro era mortale. Il resto fuggì nello spazio.
- Nel primo episodio della serie animata Batman: The Brave and the Bold, dal titolo "L'ascesa di Blue Beetle", un Marziano Bianco può essere visto tra la ciurma di pirati di Kanjar Ro.
- Appaiono nella serie televisiva dell'Arrowverse Supergirl dove sono descritti come degli spietati invasori, temuti, ma soprattutto implacabili. Hanno eliminato completamente la razza dei Marziani Verdi su Marte, a eccezione di J'onn J'onzz, che serba odio nei loro riguardi.

### Film
- Nel film d'animazione Justice League: La crisi dei due mondi, durante il periodo passato con la League nella terra parallela del Sindacato del Crimine, J'onn J'onnz dovette salvaguardare la figlia del presidente, Rose Wilson. Quando Rose si sentì connessa a J'onn, tentò di baciarlo, me J'onn rispose che le avrebbe mostrato "come baciano i Marziani", che significava un collegamento telepatico in cui lui mostrò a Rose la sua storia passata su Marte, che lo mostrò combattere contro i Marziani Bianchi e ne uccise parecchi, implicando che così facendo distrussero il pianeta.

### Videogiochi
- I Marziani Bianchi comparvero nel videogioco Justice League Heroes. Brainiac fece lanciare un missile nucleare a Killer Frost perché rilasciasse i Marziani Bianchi dalla propria prigionia. In questa continuità, i Marziani Bianchi sono i responsabili di un genocidio che uccise tutta la razza dei Martian Mahunter.